# آلن شرمن
آلن شرمن (انگلیسی: Allan Sherman؛ ۳۰ نوامبر ۱۹۲۴ – ۲۰ نوامبر ۱۹۷۳) یک نوازنده، و خواننده اهل ایالات متحده آمریکا بود. وی بین سال‌های ۱۹۵۱ تا ۱۹۷۳ میلادی فعالیت می‌کرد.